# Kæmpeklat
Kæmpeklat (Brefeldia maxima) er en art meget stort plasmodisk svampedyr i klassen Myxogastria (tidl. Myxomycetes). Sporene dannes i fritstående sporangier og spredes med vinden, men også biller i familien Lathridiidae  er medvirkende i spredningen
Plasmodiet vokser frem af jorden som en rent hvid struktur, der kan være meget stor og udviser til tider rytmiske cytoplasmiske strømnings-bevægelser, som medvirker til transport af næringsstoffer i organismen. Plasmodiet kan bevæge sig en vis afstand inden dannelsen af ætheliet.

## Udbredelse
Findes ofte på bark (død eller levende) efter kraftig regn. Hist og her i Danmark, almindelig i Europa men forekommer over hele verden. 